# Комета Понса — Брукса
Комета Понса — Брукса (12P/Pons-Brooks) — короткопериодическая комета из семейства Галлея, которая была открыта 12 июля 1812 года французским астрономом Жан-Луи Понсом в Марсельской обсерватории, когда комета медленно двигалась по созвездию Рыси. Он описал её как маленькую, плохо различимую туманность, без хвоста. Чуть позднее, 1 августа комета была независимо открыта российским астрономом Викентием (Винцентом-Карлом) Вишневским, а ещё днём позже — французским астрономом Алексисом Буваром. В 2016 году было опубликовано исследование, в котором утверждалось, что данная комета может быть родоначальницей метеорного потока. Комета обладает длительным периодом обращения вокруг Солнца — чуть более 70,0 лет.
- Орбита кометы Понса — Брукса и её положение в Солнечной системе

## История наблюдений
Спустя месяц после открытия, 13 августа, комета стала видна невооружённым глазом, а к концу августа у неё появился заметный хвост около 2° длины. Своей максимальной яркости комета достигла в середине сентября и, хотя оценки магнитуды в то время ещё не производились, она, вероятно, составляла около 4,0m. Последний раз комету наблюдали 28 сентября незадолго до того, как она скрылась за горизонтом в южном полушарии.
После появления кометы было предпринято несколько попыток определить её орбиту, в ходе которых астрономы быстро сошлись во мнении, что орбита является короткопериодической. Оценки периода обращения на орбите варьировались от 65 до 75 лет. Окончательную орбиту с периодом 70,68 лет определил немецкий астроном Иоганн Энке. Эта орбита в дальнейшем использовалась для поисков кометы во время её возвращения 1883 года. Долгое время эти поиски были безуспешны, пока 2 сентября 1883 года комета не была случайно обнаружена британским астрономом Уильямом Бруксом в созвездии Пегаса.
После своего восстановления комета была легко доступна для наблюдений большинства астрономов того времени, хотя и выглядела всего лишь маленькой бесхвостой туманностью 10,0m звёздной величины. Однако 23 сентября её яркость неожиданно увеличилась до 7,0m звёздной величины, а позади неё появился короткий хвост. К 20 ноября она стала видна невооружённым глазом, а в начале января её магнитуда достигла небывалых 3,0m звёздных величин. Интересно, что 1 января поступали сообщения об осветлении ядра на 0,7m звёздной величины в течение 1,75 часа. Также 19 января несколько астрономов сообщали об увеличении яркости кометы на одну звёздную величину. После этого комета неуклонно угасала и в последний раз была замечена 2 июня с магнитудой 9,5m.
По итогам возвращения 1883 года астрономы сделали несколько пересмотров орбиты кометы, в результате в 1953 году американскими астрономами П. Хергетом и П. Мусеном было установлено, что следующее прохождение перигелия должно состояться 27 мая 1954 года. Используя эти данные, другой американский астроном Элизабет Рёмер 20 июня 1953 года обнаружила эту комету с магнитудой 17,5m всего в 25 угловых минутах от предсказанной позиции. Как и в 1883 году, возвращение кометы в 1954 отметилось несколькими вспышками яркости. Первая из них произошла 1 июля и увеличила яркость кометы до 13,0m звёздной величины. К 16 июля комета вернулась к своей предсказанной яркости 18,0m и начала медленно наращивать магнитуду по мере приближения к перигелию, пока к 15 сентября не достигла 16,0m величины. 28 сентября очередная вспышка яркости увеличила её блеск до 12,0m. Ещё одна вспышка была зафиксирована в декабре, после чего комета вернулась к номинальным значениям яркости. Максимальной магнитуды в 6,0m комета достигла в конце апреля 1884 года.
В момент прохождения перигелия 22 мая 1954 года комета находилась в 1,7 а. е. от Земли. 10 декабря 1954 года Земля прошла в 0,12 а. е. от газопылевого следа кометы, так что потенциальные метеоры с этой кометы могли влетать в атмосферу Земли с относительной скоростью 45 км/с.
В четвёртый раз комета была восстановлена в 10 июне 2020 года с помощью телескопа Lowell Discovery, за четыре года до возвращения в перигелий, когда она находилась ещё за орбитой Сатурна в 11,9 а. е. от Солнца и представляла собой точечный объект 23,0m звёздной величины. При этом максимальная магнитуда кометы, когда она приблизится к Земле, должна составить около 4,5m.

## Орбита кометы
Орбита этой кометы настолько вытянута, что пересекает орбиты всех восьми планет Солнечной системы, но при этом комета не сближается ни с одной из них. Самое тесное сближение за этот[какой?] период произошло 9 января 1884 года, когда она пролетела в 0,634 а. е. от Земли. Но масса нашей планеты слишком мала, чтобы оказать существенное влияние на орбиту кометы с такой дистанции. Сближение же с планетами-гигантами на этом промежутке времени были крайне редки и незначительны. Наиболее тесное из них произошло 29 июля 1957 года с планетой Сатурн при минимальной дистанции в 1,6 а. е., что опять же слишком далеко, чтобы оказать заметное воздействие на орбиту кометы. Главной причиной такой стабильности является сильный наклон орбиты к плоскости эклиптики, который превышает 74°. Очевидно, что в период с 1740 по 1957 год орбита кометы оставалась довольно стабильной и не испытывала заметных гравитационных воздействий со стороны какой-либо из планет.

### Связь с кометой де Вико
По итогам наблюдений 1883—1884 годов американский астроном Дэниел Кирквуд отметил сходство орбитальных элементов этой кометы с таковыми другой короткопериодической кометы — 122P/де Вико. Он предположил, что последняя является фрагментом кометы Понса — Брукса, отделившимся от неё несколько столетий назад. Чуть позже ему удалось отождествить переход этих комет или их родительского тела на текущую орбиту с прохождением афелия вблизи Нептуна в 991 году н. э.

### Наблюдения Хосе Бонильи
12—13 августа 1883 года мексиканский астроном Хосе Бонилья из обсерватории в Сакатекасе провёл ставшие впоследствии знаменитыми наблюдения за тем, как 447 объектов на большой скорости пересекли солнечный диск. Несмотря на то, что в то время астрономические наблюдения велись уже довольно активно, никто из других астрономов не смог подтвердить эти наблюдения или предложить научное объяснение этому феномену. Предполагалось, что это могло быть связано с птицами, насекомыми или частицами пыли, оказавшимися у линзы телескопа. Однако в 2011 году соотечественники Бонильи из группы Гуадалупе Кордеро (Guadalupe Cordero) провели новый анализ снимков Бонильи и предположили, что эти объекты могли быть результатом разрушения ядра кометы Понса — Брукса. Отсутствие наблюдений других астрономов могло объясняться явлением параллакса, — если фрагменты кометы пролетели достаточно близко к Земле, то они могли быть видны лишь с очень узкой части поверхности Земли. По оценкам этих учёных, объекты могли пройти на дистанции всего в 538—8062 км от Земли, а их размеры колебаться от 46 до 1022 метров в поперечнике. При этом Бонилья вёл наблюдения всего 3,5 часа в течение двух дней, фиксируя в среднем 131 объект за час наблюдений. Таким образом, за время, прошедшее между двумя его наблюдениями, он мог «пропустить» ещё 3275 объектов. Если принять эту версию и учесть, что даже не самые большие из этих объектов сравнимы по размерам с Тунгусским метеоритом, легко можно представить, на грани какой катастрофы находилась Земля. Тысячи взрывов по всей планете наподобие Тунгусского в результате падения этих объектов на Землю могли спровоцировать очередное массовое вымирание.